# Анні Ондра
Анна Софія Ондракова (чеськ. Anna Sophie Ondráková), відома як Анні Ондра (чеськ. Anny Ondra) — чеська кіноакторка та продюсерка.

## Життєпис
Народилась у Тарнові, Галичина. Батько був офіцером австро-угорської армії, тому сім'я часто переїжджала. Значну частину дитинства Анна провела на Адріатиці в місті Пула. У Празі навчалася в монастирській школі. 

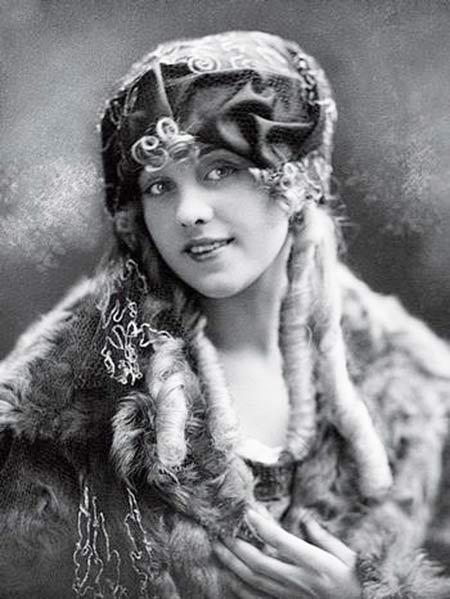
В 1923 році

Кар'єру в кіно почала в 16 років з участі в чеських німих комедіях. З 1928 року стала зніматися у німецьких режисерів, а в 1929 році з'явилася в двох англійських драмах Альфреда Гічкока «Шантаж» і «Людина з острова Мен», але її акцент визнали неприпустимим і діалоги Анни Ондра озвучувала акторка Джоан Беррі. Пізніше Ондра знялася ще у понад 40 фільмах, ставши однією з найпопулярніших міжнародних акторок Європи 1930-х років.
6 липня 1933 року одружилася з боксером Максом Шмелінгом. Одразу після шлюбу стала більш відома як дружина Шмелінга, ніж як акторка Анні Ондра.
У 1957 році припинила зніматися і оселилася з чоловіком у невеликому містечку Голленштедті, недалеко від Гамбурга. Шлюб тривав до її смерті 28 лютого 1987. Похована на цвинтарі Святого Андреаса в Голленштедті, Німеччина.

## Вибрана фільмографія
- «Дурні на снігу» (1938) — Дороті
- «Дівчина з балету» (1937) — Генрієтта Ланге
- «Привід для розлучення» (1937)(Чехословаччина) — Анні Плавцова
- «Медовий місяць» (1936) — Інгеборг
- «Нокаут» (1935) — Маріанна Плюмке
- «Крихітка Дорріт» (1934)(Німеччина) — Дорріт
- «Дочка полку» (1933) — Мері
- «Одна ніч в раю» (1932) — Монік
- «Летюча миша» (1932) — Арлетт
- «Він і його сестра» (1931) (Чехословаччина) — Ганна
- «Велика туга» (1930) — (Німеччина)
- «Людина з острова Мен» (1929) — Кейт Крегін
- «Шантаж» (1929) — Еліс Вайт
- «Коханки старого злочинця» (1927) (Чехословаччина)
- «Заміжжя Нанінкі Куліхової» (1925) (Чехословаччина)
- «На тому камені» (1923) (Чехословаччина) — Аенні
- «Циганське кохання» (1922) (Чехословаччина)
- «Там, де гори» (1920) (Чехословаччина)
- «Дама з маленькими ногами» (1919) (Чехословаччина) — дівчина з крамниці
- «Палімпсест» (1919) (Чехословаччина)